# إدوارد اندرادي
إدوارد اندرادي (بالإنجليزية: Edward Andrade) (و. 1887 – 1971 م) هو شاعر، وفيزيائي، وأستاذ جامعي من المملكة المتحدة . ولد في لندن.
وكان عضواً في الجمعية الملكية .

## مناصب وهيئات
أدار كلية لندن الجامعية.

## جوائز
حصل على جوائز منها:
- وسام هيوز (1958)
- جائزة هوولوك [الإنجليزية]‏ (1947).